# Helmut Pregel
Helmut Pregel (* 11. März 1932 in Leipzig) ist ein deutscher Ingenieur und früherer Volkskammerabgeordneter für den Freien Deutschen Gewerkschaftsbund (FDGB).

## Leben
Pregel ist der Sohn eines Angestellten. Nach dem Besuch der Grundschule und der Oberschule war er von 1950 bis 1954 als Maschinenschlosser tätig. Dann war er bis 1959 als Technologe und Gruppenleiter aktiv, bevor er Produktionsleiter im VEB Mikorsa Schleifmaschinenwerk Leipzig wurde. Nach erfolgreichem Fernstudium an der Technischen Hochschule Dresden wurde Pregel 1960 Diplom-Ingenieur.

## Politik
Pregel trat 1950 in den FDGB ein. 1952 wurde er Mitglied der SED und später APO-Leitungsmitglied. Ferner wurde er in die Konfliktkommission aufgenommen und war Mitglied der Kammer der Technik.
In der Wahlperiode von 1963 bis 1967 war er Mitglied der FDGB-Fraktion in der Volkskammer der DDR. Er wurde in den Verfassungs- und Rechtsausschuss aufgenommen.

## Auszeichnungen
- Aktivist der sozialistischen Arbeit
- Banner der Arbeit, Stufe 3
- Verdienter Aktivist der sozialistischen Arbeit